# Льєйда Еспортіу
«Льєйда Еспортіу» (ісп. Club Lleida Esportiu) — іспанський футбольний клуб з міста Льєйда, автономне співтовариство Каталонія. Заснований у липні 2011 року, він проводить домашні ігри на Камп д'Еспортс, місткістю 13 500 місць.

## Історія
У середині травня 2011 року історичний клуб «Льєйда» був розформований через борг у 27,2 мільйона євро. Його ім'я було продане на аукціоні та придбаний підприємцем з Льєйди Сіско Пужолем, який створив нову команду. Команда одразу замінила історичний клуб у Сегунді Б, а також отримала право взяти участь у Кубку Іспанії 2011/12.
«Льєйда Еспортіу» зіграла свою першу товариську гру 6 серпня 2011 року з клубом «Побла де Мафумет» (2:0), а 21 серпня провела свій перший офіційний матч, програвши з рахунком 1:3 клубу «Реус Депортіу».
У 2013 році, лише у другому сезоні, «Льєйда Еспортіу» вперше зіграла в плей-оф за право підвищення до Сегунди, але не змогла його пройти, так само як і наступного року. У 2016 році, пробившись втретє до плей-оф за чотири роки, команда втратила право на підвищення в останньому матчі, програвши «Севільї Атлетіко» в серії пенальті.
Рік потому «Лейда Еспортіу» вперше дійшла до 1/8 фіналу Кубка Іспанії, пройшовши команду вищого дивізіону «Реал Сосьєдад» у попередньому раунді. У своїй дебютній грі в 1/8 фіналу клуб програв «Атлетіко Мадрид».
2021 року через реформу ліг в Іспанії, команда опустилась до новоствореного четвертого дивізіону Сегунда КІФФ.

## Статистика по сезонах
| Сезон   | Рівень | Ліга         | Місце | Кубок Іспанії |
| ------- | ------ | ------------ | ----- | ------------- |
| 2011–12 | 3      | Сегунда Б    | 7     | Перший тур    |
| 2012–13 | 3      | Сегунда Б    | 4     | Другий тур    |
| 2013–14 | 3      | Сегунда Б    | 3     | 1/8 фіналу    |
| 2014–15 | 3      | Сегунда Б    | 5     | Третій тур    |
| 2015–16 | 3      | Сегунда Б    | 4     | Третій тур    |
| 2016–17 | 3      | Сегунда Б    | 8     | Другий тур    |
| 2017–18 | 3      | Сегунда Б    | 7     | 1/8 фіналу    |
| 2018–19 | 3      | Сегунда Б    | 6     | Третій тур    |
| 2019–20 | 3      | Сегунда Б    | 5     | Перший тур    |
| 2020–21 | 3      | Сегунда Б    | 7 / 4 | Перший тур    |
| 2021–22 | 4      | Сегунда КІФФ | 5     | —             |